# Scurcola Marsicana
Scurcola Marsicana là một đô thị thuộc tỉnh L'Aquila trong vùng Abruzzo của Ý. Ý. Đô thị này có diện tích 30 km², dân số 2496 người. Các đô thị giáp ranh gồm: Avezzano, Capistrello, Magliano de' Marsi, Massa d'Albe, Tagliacozzo